# Fortgesetzte Reformierte Kirche in den Niederlanden
Die Fortgesetzte Reformierte Kirche in den Niederlanden (niederländisch: Voortgezette Gereformeerde Kerken in Nederland) ist ein niederländischer Kirchenbund, der am 8. Mai 2004 gegründet wurde.

## Gründe für die Neugründung
Als die Reformierte Kirche in den Niederlanden am 1. Mai 2004 in der Protestantischen Kirche in den Niederlanden (PKN) aufging, konnten sich sieben örtliche Gemeinden nicht mit der neuen Kirchenordnung abfinden. Ihre wichtigsten Bedenken gründeten sich auf die Pluralität (dem Nebeneinander verschiedener Interpretationen des christlichen Glaubens) und der Tatsache, dass die örtlichen reformierten Kirchen in der PKN ab dem 1. Mai 2014 (10 Jahre nach Gründung) das Recht verlieren, unter Beibehaltung ihrer Finanzen und Gebäude aus dem Kirchenbund auszutreten. Diese Gemeinden gründeten am 8. Mai 2004 in Garderen die Voortgezette Gereformeerde Kerken in Nederland. Die vGKN besteht aus 7 Gemeinden und hat 2922 Mitglieder (Stand Ende 2009). Begonnen wurde mit zunächst 3400 und mittlerweile (Stand 2018) nur noch gut 2000 Mitgliedern.